# ポケットチャレンジ
ポケットチャレンジ (Pocket Challenge)とは、ベネッセコーポレーションの電子教具である。進研ゼミ上で販売が行われた。

## ソフトウェア

### ポケットチャレンジW
- 進研ゼミ 高校講座
  - 頻出英単語
  - 頻出英熟語
  - 重要英語構文
  - 重要古文攻略
  - 頻出世界史攻略
  - 頻出日本史攻略
- 進研ゼミ 中学講座
  - 中一英語
  - 中二英語
  - 中三英語
  - 中学理科(1分野)
  - 中学理科(2分野)
  - 中学理科パック
  - 中学歴史
  - 中学地理
  - 中学地理・歴史パック
  - 中学公民
  - 高校受験(国・数)
  - 高校受験(英・社・理)
  - 実技4教科

### ポケットチャレンジV2
- 進研ゼミ 中学講座
  - 中1数学
  - 中2数学
  - 実技4教科
  - 中学理科 (1分野)
  - 中学理科 (2分野)
  - 中学理科パック
  - 中学地理
  - 中学歴史
  - 中学地理・歴史パック
  - 中1 ENGLISH
  - 中2 ENGLISH
  - 中学公民
  - 中一国語・百人一首
  - 中1 英数国パック
  - 中2 英数国パック
  - 中3 英・数・公民パック
  - 小学校総まとめ(国・算・理・社)+中1英数国パック
  - 英検 3級・4級
  - 漢検 3級・4級・5級
  - 高校受験 (5教科)
  - 高校受験5教科パック+入試テーマ別特講
  - 高校受験EX (合格特講700)

## 関連機器
- こどもチャレンジ
  - デジタル計算バトラーかけわりん[3]
  - BUNSU CLUB (分数クラブ)[4]
  - スピードプロ2001[5]
  - 漢字・計算スピードチェッカー[6]
  - 学習機能付きゲーム電卓[7]
  - K3 Pro[8]
  - K3 Pro2[9]
  - スタディーKIDS[10]
  - スタディーKIDS２[11]
  - チャレンジ ギア
  - 九九バトルマシーンDX
  - 漢字/計算スピードプロ
  - チャレンジタッチ
  - コラショとチャレンジ パワーアップタイマー
  - 4教科フラッシュマスター
  - 4教科バトルカードコレクター
  - ひっ算マスター
  - K-3 パーフェクトマシン
  - ポケットイングリッシュマスター
  - チャレンジ　スタートナビ
  - くり上がりくり下がりマシーン
  - さんすうばっちりマシーン
  - さんすうマシーン
  - さんすうマシーンSP
  - さんすうマシーンG
  - 5ステップ九九マシーン
  - パワーアップタイマー
  - 漢字ばっちりマシーン
  - 計算カンペキマスターMAX
  - 九九バトルマシーンSP
  - 九九バトルマシーンEX
  - 九九漢字バトルマシーン
  - 九九漢字バトルマシーンDX
  - 計算九九バトル
  - 4教科パーフェクトクリア[12]
  - 漢字計算ミラクルタッチ[13]
- BE-GO
  - エバーのえいご★グランプリ[13]
  - えいごでいつでもおしゃべりドリー[13]
- 中学講座
  - デジTAN[14]
  - 計算SPEED ∞
  - 計算SPEED ∞ W
  - 計算SPEED ∞ X
  - 計算SPEEDトレーナー[15]
  - 英単語1000 パーフェクトマスター
  - 英数攻略EXPRESS
  - Challenge Tablet
  - イングリッシュスマートプレーヤー[13]
  - ポータブル英単語
  - 5教科×入試頻出スマートメモリー
- 高校講座
  - POCKET DICTIONARY
  - ボイスディクショナリー
  - タッチディクショナリー
  - タッチワード
  - Challenge Tablet NEXT